# Обушково
Обу́шково — деревня в Обушковском сельском поселении Истринского района Московской области. Население — 193 чел. (2010), зарегистрировано 2 садовых товарищества.
Находится примерно в 29 км юго-восток от Истры, на правом берегу реки Беляны (приток реки Истры), высота над уровнем моря 161 м. Ближайшие деревни — Захарово на северо-западе и Юрьево на юго-востоке. С Истрой деревня связана автобусным сообщением (автобус № 20, 21).

## Население
| 2002 | 2006 | 2010 |
| ---- | ---- | ---- |
| 193  | ↗199 | ↘193 |